# 구리모토 가오루
구리모토 가오루(일본어: 栗本薫, 1953년 2월 13일 ~ 2009년 5월 26일)는 일본의 소설가, 평론가이다.

## 같이 보기
- 타케미야 케이코